# Marco Pomponio Matone (pretore 217 a.C.)
Marco Pomponio Matone (latino: Marcus Pomponius Matho; 256 a.C. circa – Roma, 211 a.C.) è stato un politico e militare romano.

## Biografia
Eletto praetor peregrinus (nei rapporti tra cittadini romani e stranieri) nel 217 a.C., fu lui ad annunciare al popolo la sconfitta del Trasimeno, subita dall'armata romana contro Annibale. Venne scelto come magister equitum dal dittatore, Lucio Veturio Filone. Convocò il Senato per deliberare sulla difesa di Roma. Questo stesso anno potrebbe essere stato eletto pontifex, importante ruolo nell'ambito della religione romana.
Nel 215 a.C. ottenne il comando, prima di 1 e poi di 2 legioni ad Ariminum, in Gallia Cisalpina come propretore, comando che gli venne prorogato.
Nel 214 a.C., quando Annibale, dopo aver saccheggiato il territorio attorno a Neapolis, si diresse su Nola, Marco Claudio Marcello, venutolo a sapere, mandò a chiamare il propretore Pomponio Matone. Marcello poi si preparò ad affrontare il comandante cartaginese e marciò contro lo stesso, ottenendo una vittoria presso Nola, seppure non significativa ai fini della guerra.
Morì nel 211 a.C., e Livio ci informa che ricopriva, oltre al ruolo di pontifex (nel quale venne sostituito da Gaio Livio Salinatore), anche quello di augure (sostituito nel 203 a.C. da un giovanissimo Tiberio Sempronio Gracco) e decemviro (sostituito nel 203 a.C. da Marco Aurelio Cotta).